# کیم ها-نول
کیم ها-نول (انگلیسی: Kim Ha-neul؛ زادهٔ ۲۱ فوریهٔ ۱۹۷۸) بازیگر اهل کره جنوبی است. وی از سال ۱۹۹۶ میلادی تاکنون مشغول فعالیت بوده‌است.
از فیلم‌ها یا برنامه‌های تلویزیونی که وی در آن نقش داشته‌است می‌توان به دوست مرده و دوباره هجده سالگی اشاره کرد.